# بخش مدچال مالکاجگیری
بخش مدچال مالکاجگیری (به انگلیسی: Medchal–Malkajgiri) یک منطقهٔ مسکونی در هند است که در تلانگانا واقع شده‌است. بخش مدچال مالکاجگیری ۱٬۰۸۴ کیلومتر مربع مساحت و ۲۵٬۴۲٬۲۰۳ نفر جمعیت دارد.